# Caradrina pseudalbina
Caradrina pseudalbina là một loài bướm đêm trong họ Noctuidae.